# Neodiplothele irregularis
Neodiplothele irregularis is een spinnensoort uit de familie Barychelidae. De soort komt voor in Brazilië.